# I've Seen All Good People
Pistes de The Yes Album
Starship Trooper A Venture
I've Seen All Good People est une chanson du groupe britannique de rock progressif Yes et apparaît sur leur troisième album The Yes Album en 1971. Colin Goldring du groupe progressif britannique Gnidrolog participe également sur cette chanson à la flûte à bec.

## Composition
I've Seen All Good People se compose de deux parties : Your Move et All Good People.
La première partie, Your Move, commence avec la voix de Jon Anderson qui chante deux fois a cappella le vers qui donne son titre à la chanson : « I've seen all good people turn their heads each day so satisfied I'm on my way ». Vient alors l'ouverture au laúd joué par Steve Howe et non pas à la guitare portugaise (vachiala) comme écrit dans son livre The Steve Howe Guitar Collection,, puis le chant, la grosse caisse et enfin les chœurs. De nombreuses allusions aux échecs apparaissent dans les paroles de Your Move, par exemple « move me on to any black square » (« déplace-moi sur n'importe quelle case noire »). S'ajoutent ensuite la flûte à bec et plus tard l'orgue Hammond avant la conclusion de la première partie sur un accord soutenu à l'orgue.
La deuxième partie, All Good People, est plus rock que la précédente, dominée par la guitare de Steve Howe. Les paroles se résument ici à la répétition du vers « I've seen all good people turn their heads each day so satisfied I'm on my way ». Le Hammond revient sur les dernières minutes pour accompagner la fin de la chanson en fade out.
Anderson a déclaré que la phrase « cause it's time, it's time in time with your time » (« parce qu'il est temps, il est temps, dans les temps avec ton temps ») voulait dire qu'il « ferait tout ce qui m’est demandé pour atteindre Dieu » et qu’il souhaitait que l’auditeur se sente « en harmonie avec Dieu ».